# Grundsheim
Grundsheim ist eine Gemeinde im Alb-Donau-Kreis in Baden-Württemberg (Deutschland). Sie gehört der Verwaltungsgemeinschaft Munderkingen an.

## Geografie
Grundsheim liegt etwa 15 Kilometer südlich von Ehingen (Donau).
Die Gemeinde grenzt im Norden und Osten an Oberstadion, im Süden an Attenweiler sowie im Westen an Uttenweiler, beide im Landkreis Biberach.

### Schutzgebiete
Ein Teil der Gemarkung ist als Landschaftsschutzgebiet Grundsheim ausgewiesen.

## Geschichte

### Vom Mittelalter zur Mediatisierung
Der Ort wurde erstmals 1083 als Grundelheim urkundlich erwähnt. Vom 11. bis zum 14. Jahrhundert wurden mehrmals Herren von Grundsheim genannt, die wohl eine abgegangene Wasserburg besaßen. Weitere spätmittelalterliche Herren am Ort waren die Adelsgeschlechter von Emerkingen, von Stadion und in der zweiten Hälfte des 15. Jahrhunderts die Herren vom Stain. Wilhelm von Rechberg erlangte 1501 die Herrschaft in Grundsheim durch Einheirat. In der Neuzeit entwickelte sich die Herrschaft Grundsheim unter wechselnden Adelshäusern weiter, bis sie 1789 von Graf Ferdinand von Bissingen-Nippenburg an den Fürsten Karl Anselm von Thurn und Taxis verkauft wurde.
Im Jahr 1806 fiel der Ort durch die Mediatisierung an das Königreich Württemberg und kam zunächst zum Oberamt Riedlingen, wo er jedoch weiterhin dem Patrimonial-Obervogteiamt Buchau-Riedlingen des Fürstenhauses Thurn und Taxis unterstellt blieb. 

### Seit der Zugehörigkeit zu Württemberg
Der Ort wechselte 1809 zum Oberamt Ehingen, bei dem er mehr als ein Jahrhundert blieb. Während der NS-Zeit in Württemberg wurde die Gemeinde 1938 dem neuen Landkreis Ehingen zugeteilt. Im Jahre 1945 wurde Grundsheim Teil der Französischen Besatzungszone und kam somit zum Nachkriegsland Württemberg-Hohenzollern, welches 1952 im Bundesland Baden-Württemberg aufging.  
1971 trat die Gemeinde  der Verwaltungsgemeinschaft Munderkingen bei. Seit der Gebietsreform von 1973 ist Grundsheim Teil des Alb-Donau-Kreises.

## Religionen
Seit 1275 hat der Ort eine eigene Pfarrei. Auch heute noch ist Grundsheim vorwiegend katholisch geprägt. Die heutige Kirche St. Martin wurde in den 1720er Jahren erbaut. Die römisch-katholische Kirchengemeinde St. Martin gehört zur Seelsorgeeinheit Donau-Winkel im Dekanat Ehingen-Ulm der Diözese Rottenburg-Stuttgart.

## Landtagswahlergebnisse
Bei der Landtagswahl in Baden-Württemberg 2011 erzielte die CDU in der Gemeinde ihr landesweit höchstes Ergebnis mit 81,9 Prozent. Im Jahr 1976 votierten 99,2 Prozent der Wahlberechtigten für die CDU, bei den Zweitstimmen waren es damals gar 100 %.

## Persönlichkeiten
- Dominikus Aßfalg (1847–1922), Trappistenabt von Mariastern